# Saiphos equalis
Saiphos equalis là một loài thằn lằn trong họ Scincidae. Loài này được Gray mô tả khoa học đầu tiên năm 1825.

## Hình ảnh

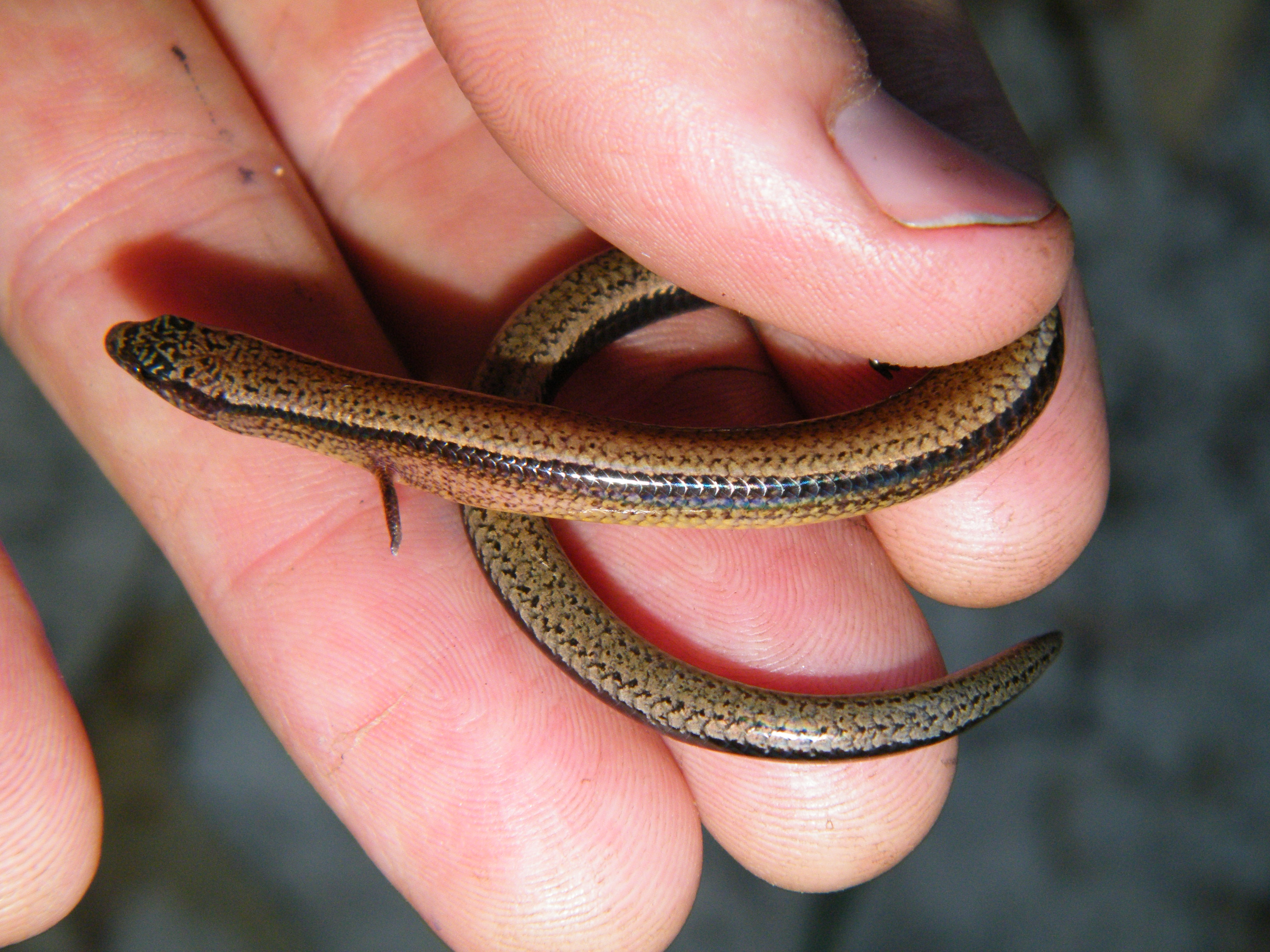